# Nigeria International 2002
Die Nigeria International 2002 im Badminton fanden vom 29. November bis zum 1. Dezember 2002 statt.

## Sieger und Platzierte
| Disziplin    | Gold                    | Silber                        | Bronze                       |
| ------------ | ----------------------- | ----------------------------- | ---------------------------- |
| Herreneinzel | Sho Sasaki              | Shoji Sato                    | Yuichi Ikeda                 |
| Herreneinzel | Sho Sasaki              | Shoji Sato                    | Akeem Ogunseye               |
| Dameneinzel  | Grace Daniel            | Kuburat Mumini                | Funmi Alexander              |
| Dameneinzel  | Grace Daniel            | Kuburat Mumini                | Gloria Emina                 |
| Herrendoppel | Shoji Sato Yuichi Ikeda | Dotun Akinsanya Edicha Ocholi | Adolphus Azuine Paul Fagbemi |
| Herrendoppel | Shoji Sato Yuichi Ikeda | Dotun Akinsanya Edicha Ocholi | Jinkan Ifraimu Sho Sasaki    |